# Department of Alaska

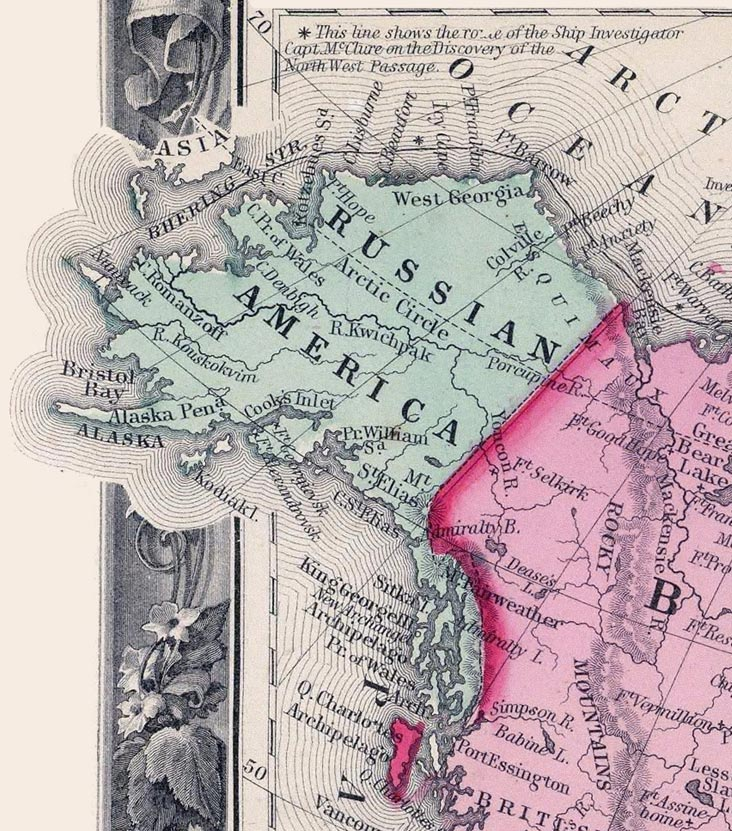
Karte von 1860, noch mit der Bezeichnung Russian America (Russisch-Amerika)

Karte von 1867, die Abtretung des Territoriums an die Vereinigten Staaten benennend

Department of Alaska war nach dem Kauf Alaskas von Russland von 1867 bis 1884 die offizielle Bezeichnung für Alaska, den heutigen Bundesstaat der Vereinigten Staaten. Während dieser Zeit hatte Alaska keine eigene Regierung und befand sich unter der Rechtsprechung der US Army (bis 1877), des US-Finanzministeriums (1877–1879) und der US Navy (1879–1884). Aus dem Department wurde 1884 der District of Alaska, 1912 das Alaska-Territorium und 1959 schließlich der 49. Bundesstaat der USA.
Am 9. April 1867 wurde der Kaufvertrag vom Senat der Vereinigten Staaten ratifiziert und am 6. Oktoberjul. / 18. Oktober 1867greg. fand die Feier der offiziellen Übergabe statt. Im Beisein von Vertretern der russischen und US-amerikanischen Regierung, Alexis Pestchouroff und Lovell Harrison Rousseau, sowie Dmitri Petrovich Maksutov von der Russisch-Amerikanischen Kompagnie wurde in Sitka die russische Fahne eingeholt und die US-amerikanische gehisst. Der 18. Oktober ist in Alaska bis heute als Alaska Day ein gesetzlicher Feiertag. 
Mit dem Kauf Alaskas wurde die Datumsgrenze nach Westen verschoben, um die zu Alaska gehörenden Aleuten in die gleiche Zeitzone zu integrieren. Außerdem wechselte Alaska vom Julianischen auf den Gregorianischen Kalender.
Große Gebiete Alaskas waren zum Zeitpunkt des Kaufs noch unerforscht. Die Western Union begann 1865 mit dem Bau einer Telegrafenleitung quer durch Alaska an die Beringstraße, wo sie mit einer russischen Leitung verbunden werden sollte. Im folgenden Jahr wurde die erste transatlantische Leitung gelegt und das Projekt wurde abgebrochen. Während der Bauarbeiten hatte das Team unter Robert Kennicott und nach dessen Tod 1866 unter William H. Dall die erste vollständige Karte des Yukon erstellt.
Die Alaska Commercial Company war in den letzten Jahrzehnten des 19. Jahrhunderts durch ihre Handelsposten wesentlich an der Erschließung des Binnenlands von Alaska beteiligt. Obwohl die Bundesregierung wenig finanzielle Mittel zur Erforschung Alaskas bereitstellte, trugen Armeeangehörige wie Frederick Schwatka, der den Yukon vom Lake Lindeman in Kanada bis nach Saint Michael nahe der Mündung ins Beringmeer befuhr, oder Henry Tureman Allen, der unter anderem den Copper, den Tanana und den Koyukuk River befuhr, zur Erkundung Alaskas bei.
Am 17. Mai 1884 wurde Alaska zum District und bekam, nachdem es als Department der Gerichtsbarkeit wechselnder US-Institutionen unterstanden hatte, eine eigene, von US-Präsident Chester A. Arthur eingesetzte, Regierung.